# Brøndby Masterclass
Brøndby Masterclass er fodboldklubben Brøndby IF's ungdomsafdeling, der består af spillere fra U/13 til U/19.

## Baggrund
Brøndby Masterclass er en Brøndby IF' talentafdeling, hvorfor uddannelse er en del af hverdagen. Det betyder at der samarbejdes med Brøndby Gymnasium om STX og HF, Brøndby Idrætsefterskole om 9. og 10. klasse, Brøndbyvester Skole om 7. og 8. klassetrin, UCN - Uddannelsescentret Nygård om 10. klasse, CPH West om handelsskole, og NEXT Uddannelse København og både 10. klasse, STX, HF og faglige uddannelser.

## Trænere
| Jobbeskrivelse              | Navn               |
| --------------------------- | ------------------ |
| Head of coaching            | Klavs Rasmussen    |
| Head of individual coaching | John Ranum         |
| U/19-træner                 | Joakim Mattsson    |
| U/19-assistent              | Thomas Axel Madsen |
| U/17-træner                 | Anton Lyme         |
| U/17-assistent              | Anders Stisen      |
| U/15-træner                 | Sune Jensen        |
| U/15-assistent              | Kasper Lorentzen   |
| U/14-træner                 | Morten Corlin      |
| U/14-assistent              | Mikkel Halstrøm    |
| U/13-træner                 | Azad Corlu         |
| U/13-assistent              | Mathias Væggemose  |
| Masterclass-målmandstræner  | Jimmi Klitland     |

Sidst opdateret: 10. december 2019
Kilde: 

## U/19-trup
Oversigten er opdateret til og med 10. december 2019
| Nr. | Land    | Position | Spiller                 |
| --- | ------- | -------- | ----------------------- |
| 1   | Danmark | MM       | Tobias Juul             |
| 2   | Danmark | FO       | Oscar Salling           |
| 3   | Danmark | FO       | Elias Gärtig            |
| 4   | Danmark | FO       | Emil Staugaard          |
| 5   | Danmark | FO       | Jacob Rasmussen         |
| 6   | Danmark | MI       | Laurids Brandt Andersen |
| 7   | Danmark | MI       | Andreas Pyndt Andersen  |
| 8   | Danmark | MI       | Anis Ben Slimane        |
| 9   | Danmark | AN       | Mathias Kvistgaarden    |
| 10  | Danmark | AN       | Roni Arabaci            |
| 11  | Danmark | AN       | Lucas Balck             |

| Nr. | Land    | Position | Spiller             |
| --- | ------- | -------- | ------------------- |
| 12  | Danmark | MI       | Giran Pyne Cole     |
| 13  | Danmark | MI       | Oliver Rytter       |
| 14  | Danmark | MI       | Andrew Oseni        |
| 15  | Danmark | MI       | Frederik Valdbjørn  |
| 16  | Danmark | MI       | Jagvir Singh Sindhu |
| 17  | Danmark | FO       | Matin Saleh         |
| 18  | Danmark | FO       | Frederik Pedersen   |
| 19  | Danmark | MI       | Anton Bisgaard      |
| 20  | Danmark | FO       | Victor Sørensen     |
| 22  | Danmark | MI       | Mikkel Eslund       |
| 22  | Danmark | MI       | Andreas Eriksen     |

## U/17-trup
Oversigten er opdateret til og med 10. december 2019
| Nr. | Land    | Position | Spiller                   |
| --- | ------- | -------- | ------------------------- |
| 1   | Danmark | MM       | Lucas Ziegler             |
| 2   | Danmark |          | Lucas Bakx                |
| 3   | Danmark |          | Cornelius Allen           |
| 4   | Danmark |          | Alexander Vestergaard     |
| 5   | Danmark |          | Filip Hofman Andersen     |
| 6   | Danmark |          | Louis Peña Christoffersen |
| 7   | Danmark |          | Magnus Ravn               |
| 8   | Danmark |          | Deniz Arabaci             |
| 9   | Danmark |          | Christian Freidrich       |
| 10  | Danmark |          | Marinus Larsen            |
| 11  | Danmark |          | Oscar Sejrup              |
| 12  | Danmark |          | Mikkel Fredsgaard         |

| Nr. | Land    | Position | Spiller            |
| --- | ------- | -------- | ------------------ |
| 13  | Danmark |          | Kasper Heerfordt   |
| 14  | Danmark |          | Salieu Drammen     |
| 15  | Danmark |          | Solomon Opuku      |
| 16  | Danmark |          | Lucas Lange        |
| 17  | Danmark |          | Joseph Mwamba      |
| 18  | Danmark |          | Kasper Larsen      |
| 19  | Danmark |          | Hjalte Andersen    |
| 20  | Danmark |          | Benjamin Kold      |
| 21  | Danmark |          | Huseyin Tokat      |
| 22  | Danmark |          | Max Juhl           |
| 23  | Danmark |          | August Wilquin     |
| 24  | Danmark |          | Arthur Sivalingene |